# Rudolf Habsburško-Lotarinški (kardinal)
kardinal Rudolf Johannes Joseph Rainier Habsburško-Lotarinški, avstrijski rimskokatoliški duhovnik, škof in kardinal, * 9. januar 1788, Firence, † 23. julij 1831.

## Življenjepis
24. marca 1819 je bil imenovan za nadškofa Olomouca na Češkem.
4. junija 1819 je bil povzdignjen v kardinala, imenovan za kardinal-duhovnika S. Pietro in Montorio in potrjen kot nadškof.
29. avgusta 1819 je prejel duhovniško in 26. septembra istega leta še škofovsko posvečenje.